# Hydatellaceae
Hydatellaceae là danh pháp khoa học của một họ thực vật có hoa chỉ chứa 1 chi với danh pháp Trithuria, mới được tái phân loại năm 2008 để gộp cả chi Hydatella Diels, 1904. Họ này chứa khoảng 12 loài thực vật thủy sinh. Các loài thực vật thủy sinh tương đối đơn giản và nhỏ xíu này (chỉ cao vài cm) được tìm thấy tại Australia (10 loài), New Zealand (1 loài) và Ấn Độ (1 loài). Các lá đơn tập trung xung quanh đoạn gốc của một thân ngắn. Hai loài là lâu năm còn các loài còn lại là một năm, mọc ngầm dưới nước hay nổi trên mặt nước, với rễ ăn vào bùn, thích nghi với môi trường ẩm ướt theo mùa.

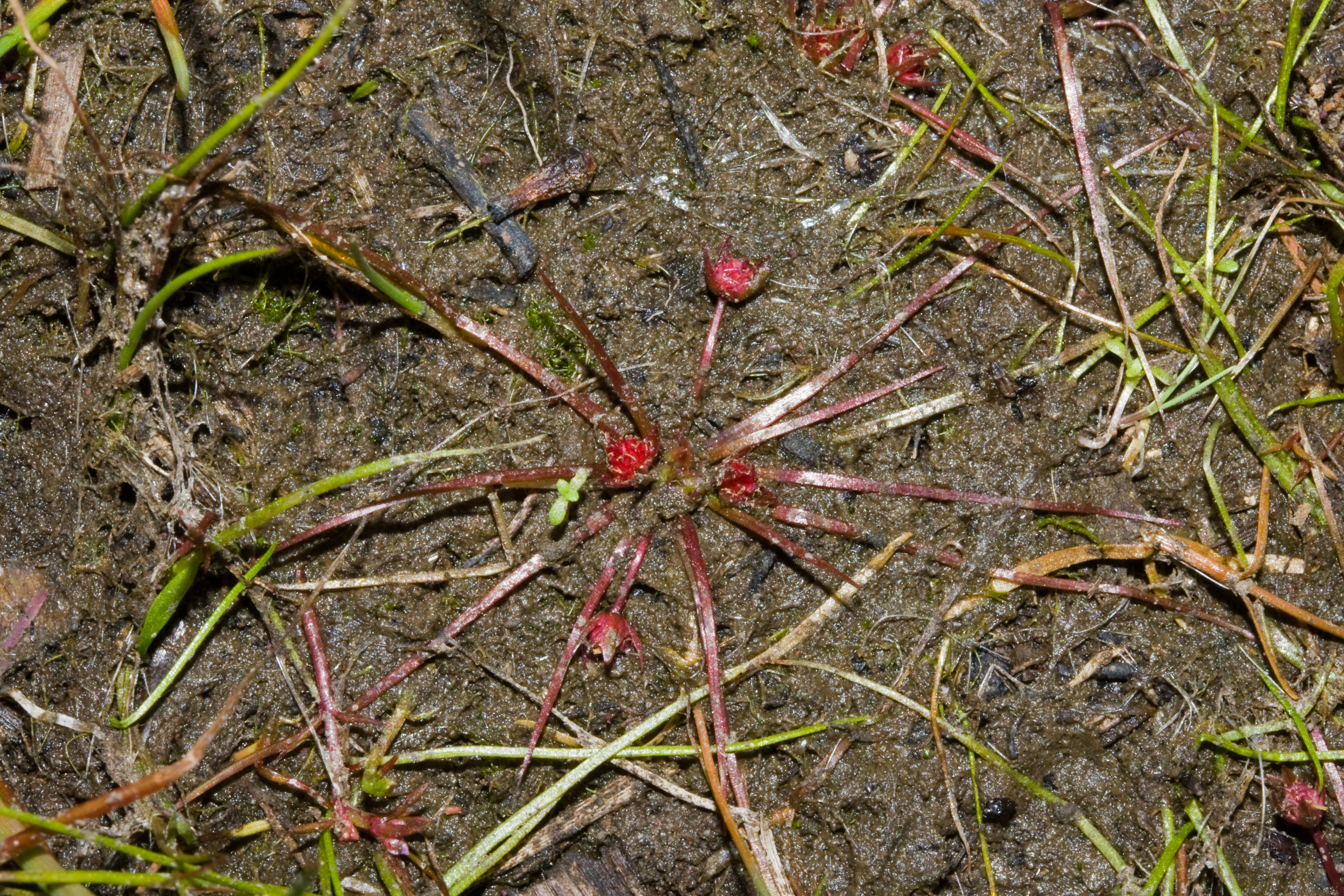
Trithuria submersa, kết trái

Các thành viên của họ này là đơn tính cùng gốc hay khác gốc và có lẽ thụ phấn nhờ gió hay nhờ nước hoặc tự thụ phấn. Các cơ cấu sinh sản tương tự như hoa (có thể là hoa giả) bao gồm các tập hợp nhỏ chứa các cấu trúc tương tự như nhị và/hoặc nhụy nhỏ xíu và chúng có thể là biểu hiện của các hoa riêng lẻ bị suy giảm. Quả không chứa nhiều cùi thịt, là dạng quả đại hay quả bế.
Hydatellaceae trong nhiều năm được cho là có quan hệ họ hàng gần với bộ Hòa thảo (Poales) và đôi khi được gộp trong họ Centrolepidaceae. Ngay cả hệ thống APG II năm 2003 cũng gán họ Hydatellaceae vào bộ Poales. Tuy nhiên, nghiên cứu dựa trên DNA và hình thái học của Saarela và ctv. chỉ ra rằng họ Hydatellaceae là nhóm chị-em còn sinh tồn của họ Súng (Nymphaeaceae) và họ Rong lá ngò (Cabombaceae) và vì thế đại diện cho một trong những dòng dõi cổ nhất của thực vật có hoa
Sự điều chỉnh lại này chỉ ra rằng các phân loại cũ hơn là sai lầm, một hậu quả của hình thái học cơ quan sinh sản và sinh dưỡng dường như bị suy giảm trong các loài này. Nó cũng là lần đầu tiên trong lịch sử phân loại học một họ thực vật được chuyển từ thực vật một lá mầm sang thực vật hai lá mầm. Hệ thống APG III năm 2009 và Hệ thống APG IV năm 2016 đã cập nhật các phát hiện này về họ Hydatellaceae.

## Phát sinh chủng loài
Vị trí phát sinh chủng loài hiện tại (dựa trên hệ thống APG III, với các sửa đổi sau đó) là:
|  | \| \| Nymphaeaceae \| \| \| \| \| \| Cabombaceae \| \| \| \| |
|  |                                                              |
|  | Hydatellaceae                                                |
|  |                                                              |
|  | Nymphaeaceae                                                 |
|  |                                                              |
|  | Cabombaceae                                                  |
|  |                                                              |

|  | Nymphaeaceae |
|  |              |
|  | Cabombaceae  |
|  |              |

|  | \| \| Nymphaeaceae \| \| \| \| \| \| Cabombaceae \| \| \| \| |
|  |                                                              |
|  | Hydatellaceae                                                |
|  |                                                              |
|  | Nymphaeaceae                                                 |
|  |                                                              |
|  | Cabombaceae                                                  |
|  |                                                              |

|  | Nymphaeaceae |
|  |              |
|  | Cabombaceae  |
|  |              |

| Mesangiospermae | \| \| Chloranthaceae \| \| \| \| \| \| magnoliids \| \| \| \| \| \| Ceratophyllum \| \| \| \| \| \| monocots \| \| \| \| \| \| eudicots \| \| \| \| |
|                 | \| \| Chloranthaceae \| \| \| \| \| \| magnoliids \| \| \| \| \| \| Ceratophyllum \| \| \| \| \| \| monocots \| \| \| \| \| \| eudicots \| \| \| \| |
|                 | Chloranthaceae |
|                 | |
|                 | magnoliids |
|                 | |
|                 | Ceratophyllum |
|                 | |
|                 | monocots |
|                 | |
|                 | eudicots |
|                 | |

|  | Chloranthaceae |
|  |                |
|  | magnoliids     |
|  |                |
|  | Ceratophyllum  |
|  |                |
|  | monocots       |
|  |                |
|  | eudicots       |
|  |                |

|  | \| \| Nymphaeaceae \| \| \| \| \| \| Cabombaceae \| \| \| \| |
|  |                                                              |
|  | Hydatellaceae                                                |
|  |                                                              |
|  | Nymphaeaceae                                                 |
|  |                                                              |
|  | Cabombaceae                                                  |
|  |                                                              |

|  | Nymphaeaceae |
|  |              |
|  | Cabombaceae  |
|  |              |

|  | \| \| Nymphaeaceae \| \| \| \| \| \| Cabombaceae \| \| \| \| |
|  |                                                              |
|  | Hydatellaceae                                                |
|  |                                                              |
|  | Nymphaeaceae                                                 |
|  |                                                              |
|  | Cabombaceae                                                  |
|  |                                                              |

|  | Nymphaeaceae |
|  |              |
|  | Cabombaceae  |
|  |              |

| Mesangiospermae | \| \| Chloranthaceae \| \| \| \| \| \| magnoliids \| \| \| \| \| \| Ceratophyllum \| \| \| \| \| \| monocots \| \| \| \| \| \| eudicots \| \| \| \| |
|                 | \| \| Chloranthaceae \| \| \| \| \| \| magnoliids \| \| \| \| \| \| Ceratophyllum \| \| \| \| \| \| monocots \| \| \| \| \| \| eudicots \| \| \| \| |
|                 | Chloranthaceae |
|                 | |
|                 | magnoliids |
|                 | |
|                 | Ceratophyllum |
|                 | |
|                 | monocots |
|                 | |
|                 | eudicots |
|                 | |

|  | Chloranthaceae |
|  |                |
|  | magnoliids     |
|  |                |
|  | Ceratophyllum  |
|  |                |
|  | monocots       |
|  |                |
|  | eudicots       |
|  |                |